# Celulitis orbitaria
La celulitis orbitaria es una infección que afecta a los tejidos incluidos dentro de la órbita, en las proximidades del ojo. Es una enfermedad especialmente frecuente en la infancia.

## Etiología
Suele ocurrir como complicación de una infección de los senos paranasales (sinusitis) que se extiende a la órbita; también como consecuencia de traumatismos, infecciones dentarias, oculares o del conducto lagrimal.

## Cuadro clínico
Los síntomas principales consisten en fiebre, edema alrededor de los párpados, proptosis (protrusión ocular), dificultad para la movilidad del ojo, dolor intenso, disminución de la agudeza visual y en ocasiones visión doble.

## Diagnóstico
El diagnóstico se confirma mediante la realización de estudios de imagen con resonancia magnética nuclear o tomografía axial computarizada.

## Tratamiento
El tratamiento requiere la utilización de antibióticos sistémicos, por vía intravenosa y en el medio hospitalario. En algunas situaciones es necesaria la realización de drenaje quirúrgico